# Slavhandeln i Genua

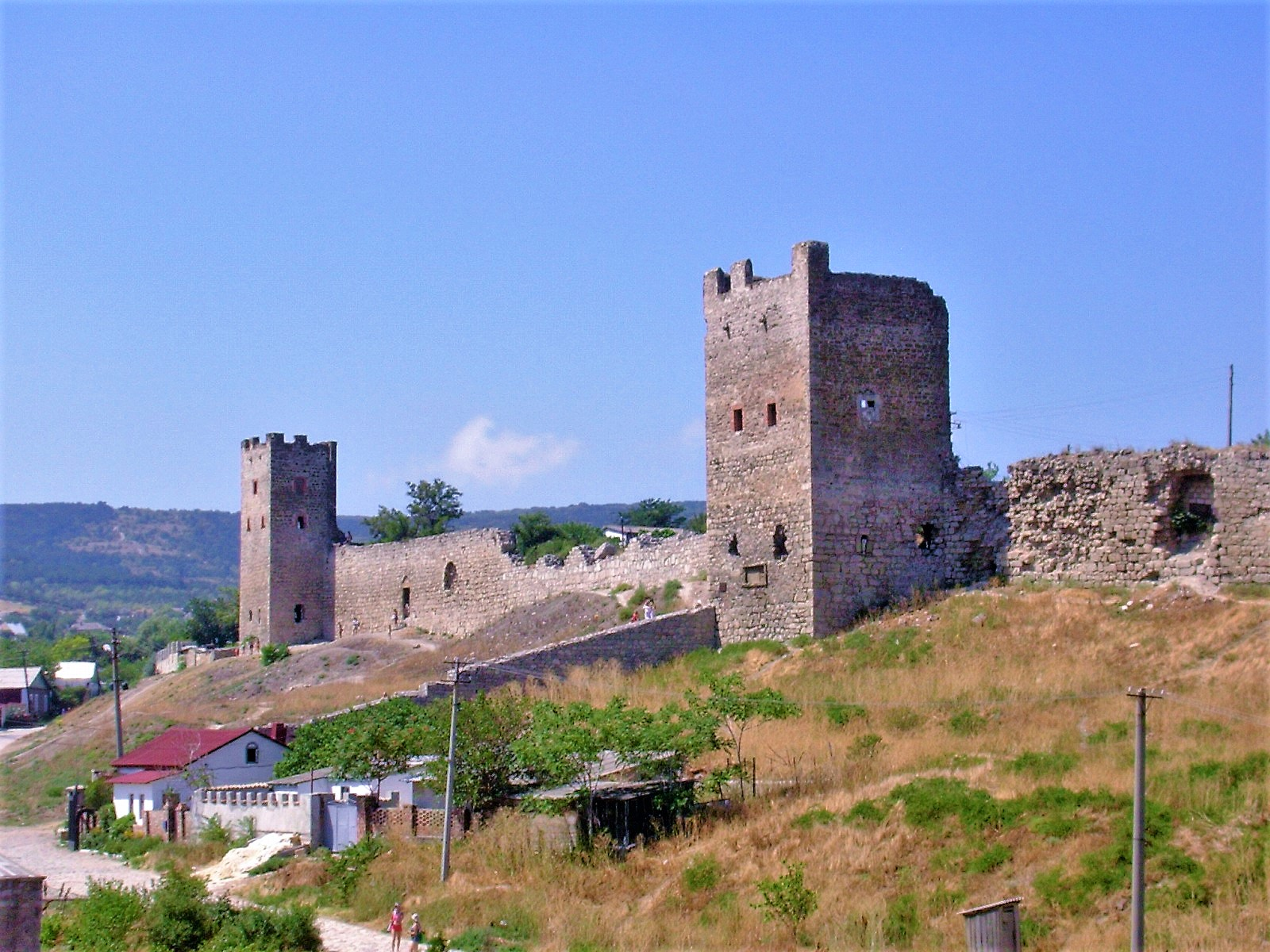
Genuesiskt slott i Kaffa från den italienska slavhandelns tid.

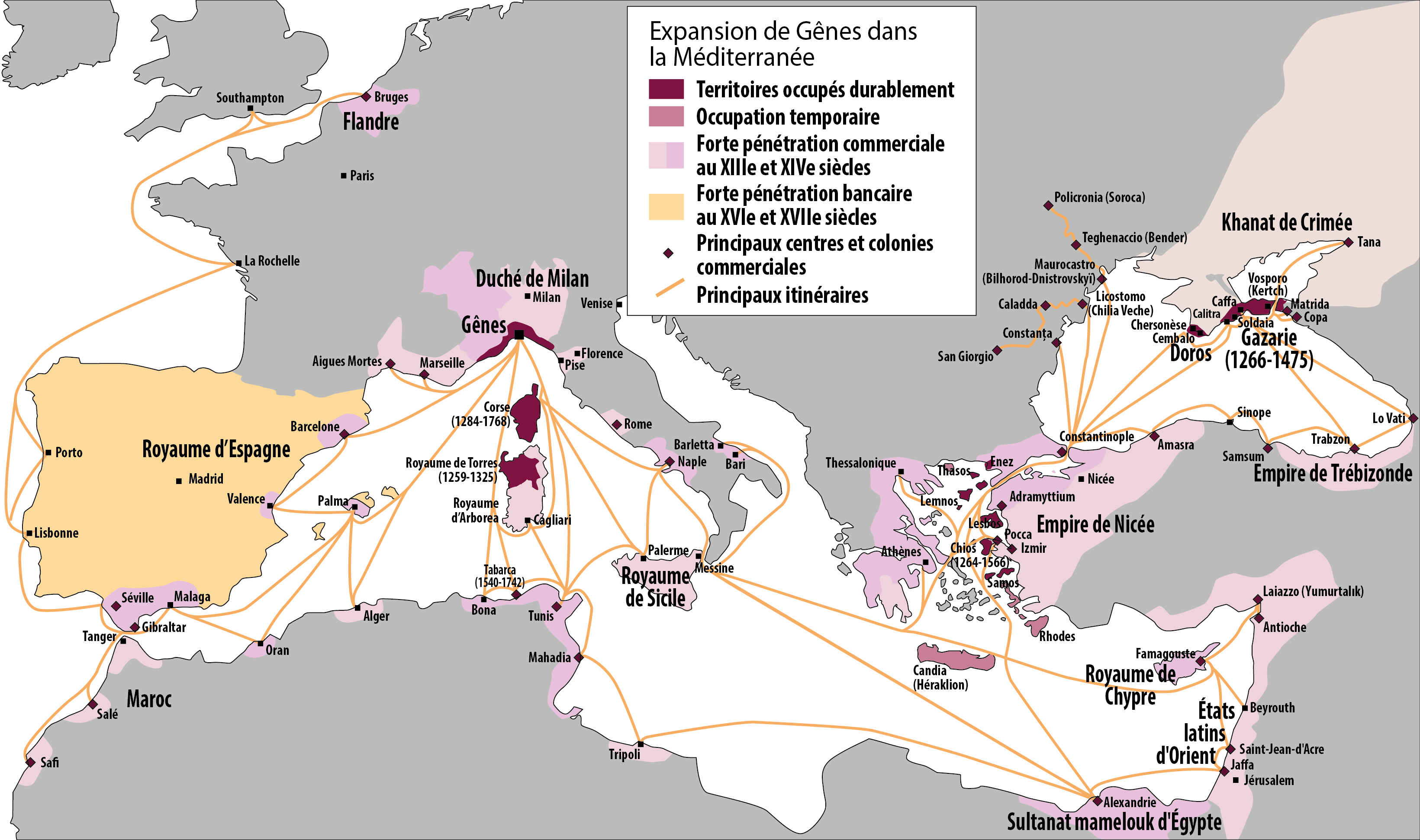
République de Gênes

Slavhandeln i Genua syftar på den slavhandel som ägde rum via Republiken Genua under medeltiden. Genua var en av de större aktörerna i slavhandeln på Medelhavet under medeltiden. 
Genua etablerade sig på 1200-talet på Svarta havet, där de konkurrerade med Venedig om slavhandeln på Svarta havet. 
Slavhandeln på Svarta havet stängdes av genom Osmanska rikets expansion under 1400-talet. 

## Historik
Under medeltiden orienterade sig handeln med slavar utifrån religiösa riktlinjer, då varken kristna eller muslimer förslavade personer av sin egen religion. Hedniska slavar blev därför ett lukrativt val för slavhandlare. Efter digerdöden började slaveriet, som då var utdöd i Västeuropa, återigen börja tillämpas i Spanien och Italien. Den största slavmarknaden förblev dock det muslimska Mellanöstern.  

### Svarta havet
Se även: Slavhandeln på Svarta havet
Slavhandeln på Svarta havet dominerades av slavhandlare från Genua och Venedig från 1200-talet till andra hälften av 1400-talet. Bysantinska rikets kontroll över Krim försvagades efter Konstantinopels fall (1204), och italienska kolonier etablerades på Krim, där de snart etablerade sig som regionens ekonomiska stormakt och fick kontrollen över slavhandeln. Republiken Venedig etablerade en koloni i Sudak 1206 och Republiken Genua i Kaffa 1266.
Genua övertog slavhandeln på Krim då de 1281 fick kontrollen över Kaffa genom sin konsul där; Kaffa blev ett centrum för den europeiska slavhandeln, och levde främst på just denna handel.
Efter Konstantinopels fall 1453 upphörde den bysantinska makten på Krim, och italienarna placerade sig 1462 under den polska kungens beskydd (Ukraina tillhörde då Polen), och hyrde polska legoknektar som beskydd, vilket 1475 fick osmanerna att i samarbete med krimkhanen lägga de italienska städerna på Krim under sig och beskatta dem.